# Zulia

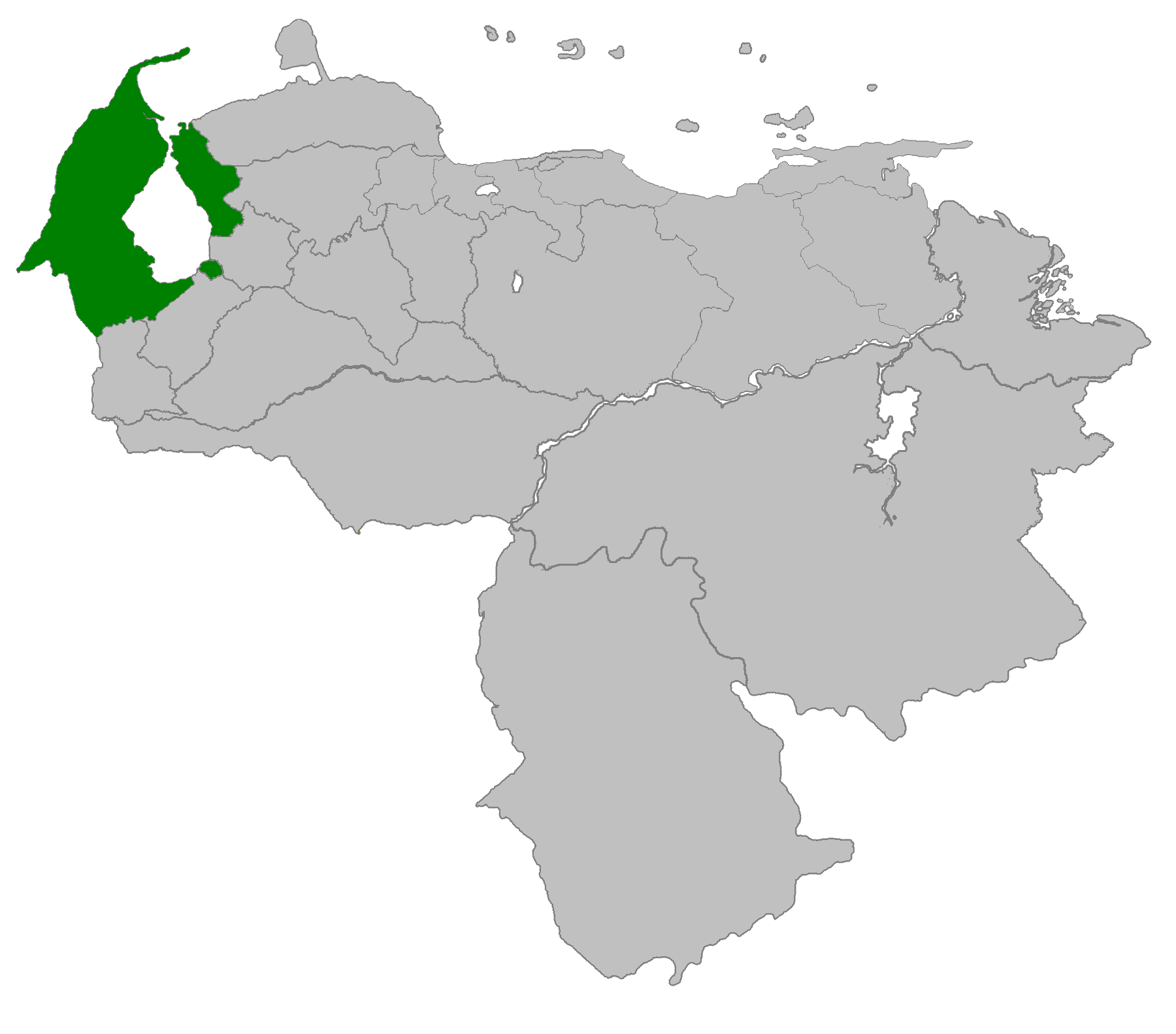
Zulias läge i Venezuela.

Zulias flagga

Karta över Zulias kommuner.

Zulia är en av Venezuelas delstater och utgör den nordvästra delen av landet. Delstaten täcker större delen av området runt Maracaibosjön och gränsar till Colombia i väster samt Karibiska havet i norr. Den har en beräknad folkmängd av 3 620 189 invånare (2007) på en landyta av 45 755 km², vilket gör en befolkningstäthet på 79 invånare/km². Administrativ huvudort är landets näst största stad, Maracaibo. Andra stora städer är Cabimas, Ciudad Ojeda, El Silencio och San Francisco. Maracaibosänkan, ett område med betydande utvinning av olja, täcker en stor del av i delstaten. Landet Venezuelas namn har sitt ursprung från området runt Maracaibosjön, som kallades Pequeña Venecia (lilla Venedig) av de spanska conquistadorer som anlände till området för över 500 år sedan. 

## Administrativ indelning
Zulia består av 21 kommuner, municipios, som i sin tur är indelade i 106 socknar, parroquias. Kommunerna har oftast andra namn än sina huvudorter. I de fall huvudorten har annat namn än kommunen anges detta inom parentes i listan nedan. 
- Kommuner
  - Almirante Padilla (El Toro), Baralt (San Timoteo), Cabimas, Catatumbo (Encontrados), Colón (San Carlos del Zulia), Francisco Javier Pulgar (Pueblo Nuevo El Chivo), Jesús Enrique Lossada (La Concepción), Jesús María Semprún (Casigua El Cubo), La Cañada de Urdaneta (Concepción), Lagunillas (Ciudad Ojeda), Machiques de Perijá (Machiques), Mara (San Rafael de El Moján), Maracaibo, Miranda (Los Puertos de Altagracia), Páez (Sinamaica), Rosario de Perijá (La Villa del Rosario), San Francisco, Santa Rita, Simón Bolívar (Tía Juana), Sucre (Bobures), Valmore Rodríguez (Bachaquero)